# تقرير فيتزجيرالد
تقرير فيتزجيرالد تقرير بعثة تقصي الحقائق في لبنان الذي يبحث في أسباب وظروف وعواقب اغتيال رئيس الوزراء السابق رفيق الحريري للفترة الممتدة بين 25 شباط و24 آذار من العام 2005. وهذا التقرير هو نتيجة تحقيق بأمر من الأمين العام للأمم المتحدة كوفي عنان، وأجراه نائب مفوض الشرطة الأيرلندي بيتر فيتزجيرالد بشأن قضية اغتيال رئيس الوزراء اللبناني السابق رفيق الحريري في 14 شباط 2005.

## خلفية الأحداث
في أعقاب اغتيال الحريري في تاريخ 14 شباط عام 2005، أرسل عنان مهمة لتقصي الحقائق للتحقيق في عملية الاغتيال. وعند وصولها إلى بيروت في 25 شباط، أجرت البعثة مقابلات مع مسؤولين وسياسيين لبنانيين من الحكومة والمعارضة على السواء، وقامت بدراسة التحقيق اللبناني والإجراءات القانونية وفحصت موقع الجريمة وجمعت الأدلة،  كما قابلت الشهود.

## ملخص التقرير
يعلق التقرير على الاستقطاب السياسي في لبنان بين أولئك الذين يلومون الحكومة الموالية لسوريا وحتى سوريا نفسها على الجريمة، وأولئك الذين يتهمون «أعداء سوريا» بتنفيذ الجريمة من أجل إقامة وجود لسوريا. يشدد التقرير على أنه من المستحيل تحديد الجاني حتى يتم تقديم الجناة إلى العدالة، لكنه يلقي باللوم على الحكومة السورية ويتهمها بممارسة «نفوذ يتجاوز الممارسة المعقولة للعلاقات التعاونية أو علاقات الجوار» مع المسؤولية الأساسية عن التوتر السياسي الذي سبق الاغتيال من خلال التدخل بتفاصيل الحكم في لبنان بطريقة قاسية ومتعنتة..
كما يتهم التقرير الحكومة اللبنانية بـ «الفشل في توفير الحماية الكافية لمواطنيها» والمساهمة في «نشر ثقافة التخويف والإفلات من العقاب»، ويتهم قوات الأمن اللبنانية «بالإهمال الجاد والمنهجي في القيام بالواجبات التي يؤديها عادة جهاز أمن وطني محترف». يتهم التقرير السلطات اللبنانية بعدم التحقيق في الجريمة بجدية كافية والفشل في متابعة التحقيق وفقًا للمعايير الدولية المقبولة. يقول التقرير أيضًا أن هناك شبهة في مقبولية النتائج بسبب عدم ثقة  الشعب اللبناني. بالإضافة إلى ذلك، فإن المحققون اللبنانيون متهمون بتلفيق وتزوير ومعالجة وتدمير الأدلة. من بين أشياء أخرى، تم وضع قطع غيار السيارات في مكان الجريمة واستخدمت «كدليل»..
يرى التقرير أن قيام لجنة دولية بإجراء تحقيق مرضٍ بينما تظل قوات الأمن اللبنانية تحت قيادتها الحالية أمر «مشكوك فيه جدًا»، ويدعو إلى إصلاحات واسعة النطاق في الأجهزة الأمنية بمساعدة من المجتمع الدولي.

## روابط خارجية
- The Fitzgerald report (link to the UN website)